# NGC 3829
NGC 3829 é uma galáxia espiral barrada (SBb) localizada na direcção da constelação de Ursa Major. Possui uma declinação de +52° 42' 41" e uma ascensão recta de 11 horas, 43 minutos e 27,3 segundos.
A galáxia NGC 3829 foi descoberta em 14 de Abril de 1789 por William Herschel.